# Centrolobium paraense
Centrolobium paraense är en ärtväxtart som beskrevs av Louis René Tulasne. Centrolobium paraense ingår i släktet Centrolobium och familjen ärtväxter.

## Underarter
Arten delas in i följande underarter:
- C. p. orenocense
- C. p. paraense